# Wiesiołaja Polana (obwód kurski)
Wiesiołaja Polana (ros. Весёлая Поляна) – chutor w zachodniej Rosji, w sielsowiecie wyszniedieriewienskim rejonu lgowskiego w obwodzie kurskim.

## Geografia
Miejscowość położona jest w dorzeczu Apoki (lewy dopływ Sejmu), 5,5 km od centrum administracyjnego sielsowietu (Wysznije Dieriewieńki), 6,5 km na południe od centrum administracyjnego rejonu (Lgow), 67,5 km na południowy zachód od Kurska.
W chutorze znajduje się 15 posesji.
Klimat
Miejscowość, jak i cały rejon, znajduje się w strefie klimatu kontynentalnego z łagodnym ciepłym latem i równomiernie rozłożonymi opadami rocznymi (Dfb w klasyfikacji klimatów Köppena).

## Demografia
W 2010 r. chutor zamieszkiwało 16 osób.